# Edward Moffat Weyer
Edward Moffat Weyer (* 1. Oktober 1872 in Portsmouth, Ohio; † 18. März 1964) war ein US-amerikanischer Psychologe, Pädagoge und Autor. Er war der Vater von Edward Moffat Weyer junior.

## Leben und Wirken
Edward Moffat Weyer siedelte in seinem zwölften Lebensjahr mit seinen Eltern nach St. Louis, Missouri, um, absolvierte dort die Schule und besuchte die Universität des Staates Wisconsin. Für zwei Jahre ging er auch nach Yale. Von 1895 bis 1899 hielt er sich Deutschland auf, um an der Universität Leipzig Philosophie, Psychologie, Pädagogik und Zoologie zu studieren. Hier entstand auch 1898 seine Dissertation. 
Moffat war Professor für Philosophie am Washington and Jefferson College, Dekan und Vorsitzender an der Leslie-Alexander-Foust-Fakultät sowie Verwaltungssekretär und Registrator an der Washington and Lee University. Moffats Philosophie- oder Psychologieartikel, darunter The Underlying Facts of Science  oder Euclid's Geometry, It is merely a Theory? (beide 1911),  wurden in der Yale Review, in der Zeitschrift Popular Science, in School Science and Mathematics und in anderen populärwissenschaftlichen Magazinen veröffentlicht. Er ging nach einem knappen halben Jahrhundert 1948 in den Ruhestand, und in der Geschichte der Universität hatte niemals zuvor jemand länger gelehrt.

## Schriften (Auswahl)
- Zeitschwellen gleichartiger und disparater Sinneseindrücke. 1898.
- A unit-concept of consciousness. 1910.